# جيسي ميلر (سياسي)
جيسي ميلر (بالإنجليزية: Jesse Miller)‏ هو سياسي أمريكي، ولد في 1800، وتوفي في 20 أغسطس 1850. نشط حزبياً في الحزب الديمقراطي. وقد انتخب عضو مجلس ولاية بنسيلفانيا وانتخب عضو مجلس نواب بنسيلفانيا وانتخب عضو مجلس النواب الأمريكي.